# ZOBODAT
ZOBODAT, die Zoologisch-Botanische Datenbank, ist eine digital organisierte biogeographische Datenbank, einschließlich Analyse-, Dokumentations- und Kommunikationseinrichtungen, mit Sitz am Biologiezentrum des Oberösterreichischen Landesmuseums.

## Geschichte
Im Jahr 1972 gründete Ernst Rudolf Reichl diese Institution, damals unter dem Namen ZOODAT. Ursprünglich hatte ZOODAT einen entomologisch faunistischen Schwerpunkt. 1993 übersiedelte ZOODAT an das neu gegründete Forschungsinstitut für Umweltinformatik am Biologiezentrum des Oberösterreichischen Landesmuseums. 1999 wurde ZOBODAT vom Land Oberösterreich übernommen und gleichzeitig in ZOBODAT umbenannt, da es inhaltlich um den Fachbereich Botanik erweitert wurde. Seit 2000 kann die Datenbank im Internet eingesehen werden. Die aktuelle, dritte Version der ZOBODAT wurde zusammen mit der Firma Interactive Systems entwickelt und ist seit 2014 freigegeben.

## Zielsetzung
Das Web-Angebot der ZOBODAT ist ein unterstützendes Instrument für naturkundlich forschende und interessierte Personen. ZOBODAT ist eine Datenquelle für
- Literatur mit zoologischem, botanischen und geowissenschaftlichem Hintergrund
- Informationen zu Belegen des Oberösterreichischen Landesmuseums. Langfristiges Ziel ist es, möglichst alle analogen Inhalte aus den Sammlungen der Institution auch digital darzustellen.
- Informationen zu zahlreichen Arten von Tieren, Pflanzen und Pilzen
- Biographien von Biologen

Ein besonderer Schwerpunkt liegt auf Daten mit Österreich- und, in geringerem Maße, mit Deutschlandbezug.

## Inhalt
Die Datenbank beinhaltet Daten zur Verbreitung von Tier- und Pflanzenarten, Biografien von naturkundlich forschenden Personen und digitalisierte Literatur sowie  unterstützende digitale Bibliotheken. Die Mehrzahl der Daten bezieht sich traditionell auf Insekten und geographisch auf Österreich. ZOBODAT ist aber für alle Organismengruppen und weltweit einsetzbar.
Auf dem Webportal zobodat.at finden sich neben den digitalisierten Ausgaben des Plattformbetreibers
- Stapfia: Die seit 1977 herausgegebenen und nach dem oberösterreichischen Botaniker Otto Stapf benannten Bände enthalten umfangreiche Monographien, Ausstellungskataloge des Biologiezentrums, Symposionsbeiträge. Neben den botanischen Beiträgen bezieht sich etwa ein Viertel der Arbeiten auf zoologische Themen.[5]
- Linzer biologische Beiträge (LBB): Die 1969 von Robert Steinwendtner ins Leben gerufene Zeitschrift ist ausschließlich zoologisch (insbesondere entomologisch) ausgerichtet.[6]
- Beiträge zur Naturkunde Oberösterreichs (BNO): Die seit 1993 erscheinende Serie beinhaltet Artikel zu naturkundlichen Arbeiten, die das Bundesland Oberösterreich betreffen.[7]
- Vogelkundliche Nachrichten aus Oberösterreich, Naturschutz aktuell (VNO): Die seit 1973 erscheinende Zeitschrift bezieht sich auf Themen der Vogelkunde in Oberösterreich mit laufenden Bezügen zum Naturschutz.[8]

auch einige nicht biologisch-zoologischen Serien
- Burgenländische Heimatblätter (1927– )[9]
- Der Bundschuh – Schriftenreihe des Museums Innviertler Volkskundehaus, nur die naturkundlichen Artikel (1999– )[10]
- Jahrbuch des Oberösterreichischen Musealvereines (1833– )[11]
- Jahrbuch für Landeskunde von Niederösterreich (Neue Folge 1902–1999, Inhaltsverzeichnis bis 2005, neuere Jahrgänge sind noch nicht freigegeben)[12]
- Mittheilungen der Gesellschaft für Salzburger Landeskunde, ab 2009 Mitteilungen der Gesellschaft für Salzburger Landeskunde (1861– )[13][Anm. 1]
- Neues Museum – Die österreichische Museumszeitschrift (1989– )[14]
- Oberösterreichische Heimatblätter (1947–2007), nur naturwissenschaftliche Artikel sowie ausgewählte biografische Arbeiten[15]
- Österreichs Museen stellen sich vor (1973–1987)[16]
- Veröffentlichungen des Tiroler Landesmuseums Ferdinandeum (1825–2007)[17]
- Wissenschaftliches Jahrbuch der Tiroler Landesmuseen (2008– )[18]
- Zeitschrift des Ferdinandeums für Tirol und Vorarlberg (1835–1904)[19]

und vor allem Publikationen vieler weiterer naturwissenschaftlicher Institute, zum Beispiel:
- Abhandlungen der Bayerischen Akademie der Wissenschaften. Historische Classe = III. Classe (1763–1909)[20]
- Abhandlungen der Bayerischen Akademie der Wissenschaften. Mathematisch-naturwissenschaftliche Klasse (1763–2014)[21]
- Abhandlungen der Bayerischen Akademie der Wissenschaften. Philosophisch-philologische Classe = I. Classe (1835–1906)[22]
- Abhandlungen der Bayerischen Akademie der Wissenschaften. Philosophisch-philologische und historische Klasse (1909– )[23]
- Beiträge zur Paläontologie und Geologie Österreich-Ungarns und des Orients, ab 1895 Mitteilungen des Geologischen und Paläontologischen Institutes der Universität Wien (1882–1914)[24]
- Berichte der Naturhistorischen Gesellschaft Hannover (ab Band 94–98/1942–1947 bis Band 149/2007)[25]
- Berichte der staatlichen Höhlenkommission (1920–1922)[26] und deren Nachfolgezeitschrift Speläologisches Jahrbuch (1922–1936)[27]
- Berichte des naturwissenschaftlichen Vereins für Schwaben (1848– )[28]
- Berichte des Naturwissenschaftlich-Medizinischen Vereins in Innsbruck (1870–2014)[29]
- Carinthia I (1811– ), nur die Jahrgänge 1873–1890[30]
- Carinthia II (1891– )[31]
- Denkschriften der Kaiserlichen Akademie der Wissenschaften, ab 1926 Denkschriften der Akademie der Wissenschaften (1850–1990)[32]
- Entomologica Austriaca (2001– )[33]
- Egretta - Vogelkundliche Nachrichten aus Österreich (1958– )[34]
- Geschäftsberichte Joanneum (2003– )[35]
- Göttinger Naturkundliche Schriften (1989–2005)[36]
- Gutachten Naturschutzabteilung Oberösterreich, u. a. Natur und Landschaft. Leitbilder für Oberösterreich (1951– )[37]
- Jahrbuch der Kaiserlich-Königlichen Geologischen Reichsanstalt, ab 1922 Jahrbuch der Geologischen Bundesanstalt (1850– )[38][Anm. 2]
- Jahrbücher der Deutschen Malakozoologischen Gesellschaft (1874–1887)[39]
- Jahresbericht der Schlesischen Gesellschaft für Vaterländische Kultur (1839–1941)[40]
- Journal für Ornithologie (1853–1944)[41]
- Lauterbornia. Zeitschrift für Faunistik und Floristik des Süßwassers (lückenhaft 1989–2011 und 2015–2017)[42]
- Mitteilungen der Deutschen Malakozoologischen Gesellschaft (ab Band 81/2009)[43]
- Mitteilungen der Naturwissenschaftlichen Arbeitsgemeinschaft am Haus der Natur Salzburg (1950–1963)[44]
- Mitteilungen des Landesvereins für Höhlenkunde in Oberösterreich (1955– )[45]
- Museumsführer und zur Geschichte des Oberösterreichischen Landesmuseums[46]
- Museumsjournal Oberösterreichisches Landesmuseum (1991– )[47]
- Nationalpark Bayerischer Wald – Wissenschaftliche Reihe (1976–2005)[48]
- Nationalpark Donauauen – Wissenschaftliche Reihe (2001– )[49]
- Nationalpark Gesäuse – diverse Arbeiten (2006– )[50]
- Nationalpark Hohe Tauern – Bartgeier Monitoring News (2006–2017)[51]
- Nationalpark Hohe Tauern – Bartgeier Newsletter (2007–2015)[52]
- Nationalpark Kalkalpen – Natur im Aufwind. Die Nationalpark Kalkalpen Zeitschrift (1992–2005)[53]
- Nationalpark Kalkalpen – Vielfalt Natur (2005– )[54]
- Nationalpark Neusiedlersee-Seewinkel Berichte (2004– )[55]
- Nationalpark Neusiedlersee-Seewinkel Geschnatter. Österreichs erste Nationalparkzeituns (1993– )[56]
- Naturkundliches Jahrbuch der Stadt Linz (1955–2004)[57],
ab 2007 Berichte für Ökologie und Naturschutz der Stadt Linz (2007–2012)[58]
- NaturLand Salzburg (2000– )[59]
- Naturschutzabteilung Salzburg - diverse Veröffentlichungen (2003– )[60]
- Neues Jahrbuch für Mineralogie, Geologie und Palaeontologie (1833–1900)[61]
- ÖKO.L Zeitschrift für Ökologie, Natur- und Umweltschutz (1979– )[62]
- Österreichische Botanische Zeitschrift, ab 1974 Plant Systematics and Evolution (1851–1992)[63][Anm. 3]
- Rudolfinum. Jahrbuch des Landesmuseums für Kärnten (1999– )[64]
- Salzburger Vogelkundliche Berichte (1989–2014)[65]
- Thema Vorarlberg (2014– ), nur naturkundliche Artikel[66]
- Verhandlungen der Kaiserlich-Königlichen Geologischen Reichsanstalt, ab 1922 Verhandlungen der Geologischen Bundesanstalt (1859–1982)[67][Anm. 4]
- Vogelwarte - Zeitschrift für Vogelkunde (ab Band 15/1948)[68]
- Wissenschaftliche Arbeiten aus dem Burgenland (1954–2001)[69]
- Wissenschaftliche Mitteilungen Nationalpark Hohe Tauern (1993–2001)[70]
- Zeitschrift der Deutschen Geologischen Gesellschaft (1848–1898)[71]
- Zeitschrift des Mährischen Landesmuseums (1902–1919)[72]

## Nutzungshinweise
Abgestufte Benutzerzugänge ermöglichen einen differenzierten Datenschutz.
Folgende Suchmöglichkeiten stehen auch für unangemeldete User zur Verfügung:
- Volltextsuche
- Artensuche: rund 60.000 Arten[73]
- Personensuche: über 20.000 Biographien[74]
- Literatursuche: über 800 Serien[75]
- Belegsuche: über 3,3 Millionen Belege[76]